# عملية جروميت
عملية جروميت هي سلسلة من التجارب النووية في الولايات المتحدة تتكون من 34 تجربة نووية أجريت بين عامي 1971-1972. سبقت هذه الاختبارات سلسلة عملية الصنفرة وتلتها سلسلة عملية مسمار العقدة.